# Sculptură în nisip

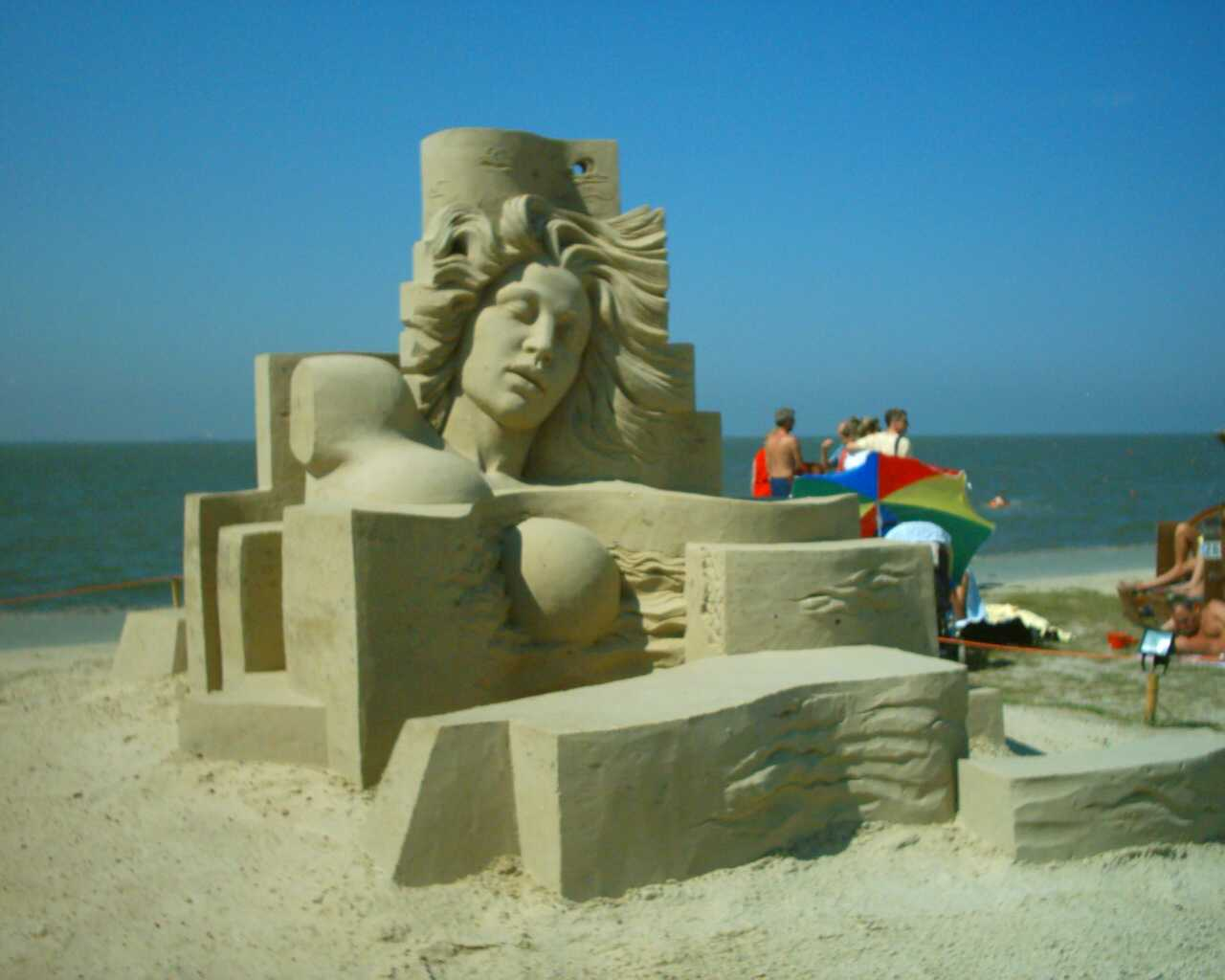
Sculptură în nisip

Sculptura în nisip este cunoscută încă din timpul Egiptului antic, ea servind ca model pentru viitoarele piramide. Pe coasta americană de vest, prin secolul al XIX-lea, misionarii au alcătuit asemenea sculpturi, care aveau teme biblice. Ulterior pe coasta americană, pe plaje, mai ales în San Diego, vor fi create sculpturi în nisip, ca opere de artă. Prin tehnica lui Gerry Kirk, a început să fie folosit amestecul de apă cu nisip. În prezent au loc diferite festivaluri cu sculpturi în nisip, printre cele mai importante putând fi amintite cele din Berlin, Bazinul Ruhr, Rorschach, Blankenberge sau Ashiya, Fukuoka din Japonia.

## Legături externe

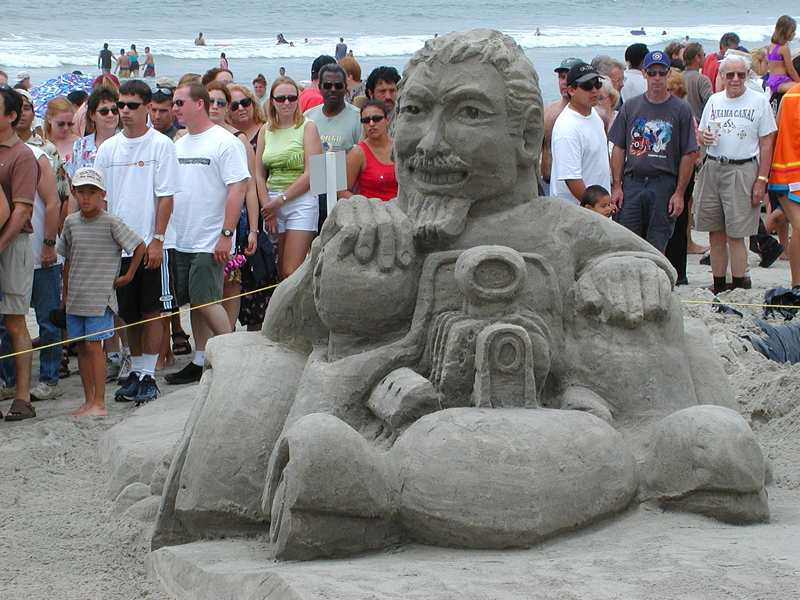
Sculptură în nisip